# John Kongos
John Kongos, född 6 augusti 1945 i Johannesburg, är en sydafrikansk sångare och låtskrivare,.
Kongos påbörjade en musikkarriär i Sydafrika med sin grupp Johnny and the G-Men på 1960-talet. Han reste till Storbritannien för att fortsätta karriären där och albumdebuterade 1970, men albumet blev inte uppmärksammat. 1971 slog han sedan igenom med singeln "He's Gonna Step On You Again". Uppföljaren "Tokoloshe Man" blev också en hit. Båda låtar nådde fjärdeplatsen på brittiska singellistan. "He's Gonna Step On You Again" blev även en mindre hit i USA där den nådde plats 70 på Billboard Hot 100 och den tog sig också in på svenska Tio i topp-listan i en vecka. Båda låtar ingick på hans andra soloalbum, Kongos 1971. Senare singlar så som "Great White Lady" (1972) och "Higher than God's Hat" (1975) upprepade inte framgången.
1990 använde Madchestergruppen Happy Mondays Kongos låt "He's Gonna Step On You Again" som grund för sin låt "Step On".

## Diskografi, album
- Confusions About a Goldfish (1969)
- Kongos (1971)